# Vauréal
Pour les articles homonymes, voir Vauréal (homonymie).
Vauréal est une des treize communes de la communauté d'agglomération de Cergy-Pontoise, dans le département français du Val-d'Oise.
Créée sous l'impulsion de l'État, la ville nouvelle de Cergy-Pontoise a vu le jour en 1971 et marqué le véritable point de départ du développement de Vauréal. Petit village de 800 habitants au début des années 1980, la commune en comptait 16 079 appelés les Vauréaliens au dernier recensement de 2022.

## Géographie

### Description
Située à 25 km au nord-ouest de Paris, dans le Vexin français, la ville s'étend sur la rive droite de l'Oise, à l'est de la boucle qui forme les étangs de Cergy-Neuville.
Elle a une superficie de 371 ha dont 48 had'espaces verts, et 54 ha d'espaces boisés, et compte 52 km de voiries.

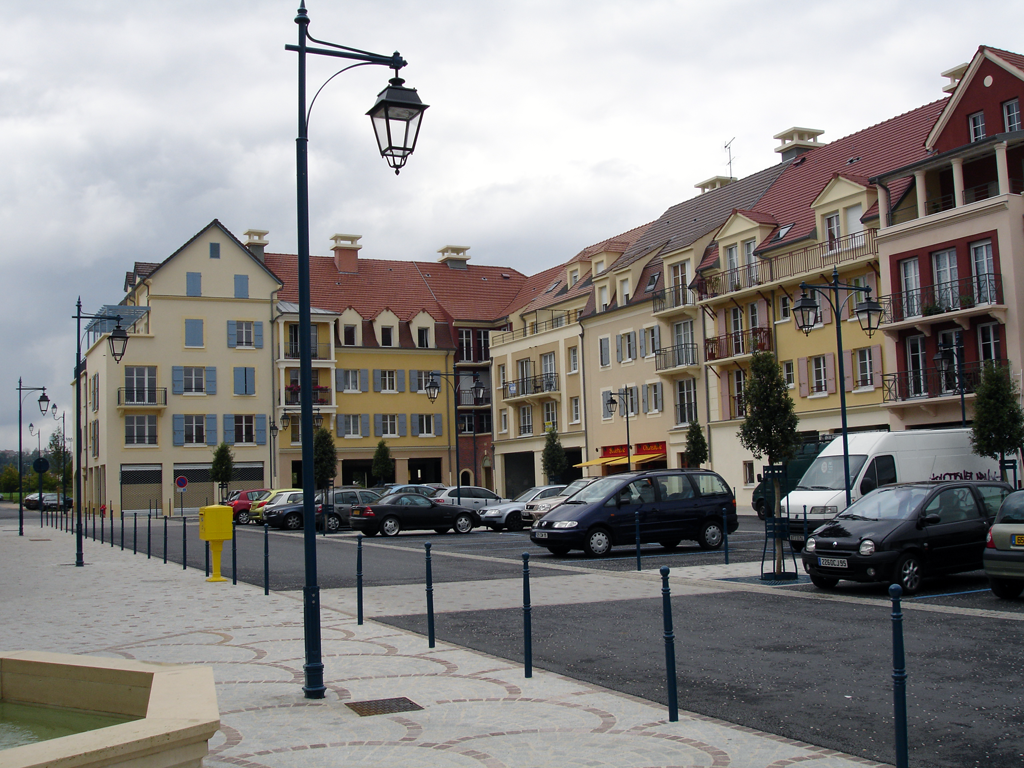
La place du Cœur-Battant.

### Communes limitrophes
Vauréal est bordée au nord par la ville de Cergy, à l'ouest par Courdimanche et Boisemont, au sud par Jouy-le-Moutier et Neuville-sur-Oise à l'est.
| Courdimanche | Cergy           |                   |
|              | Vauréal         | Neuville-sur-Oise |
| Boisemont    | Jouy-le-Moutier |                   |

### Hydrographie

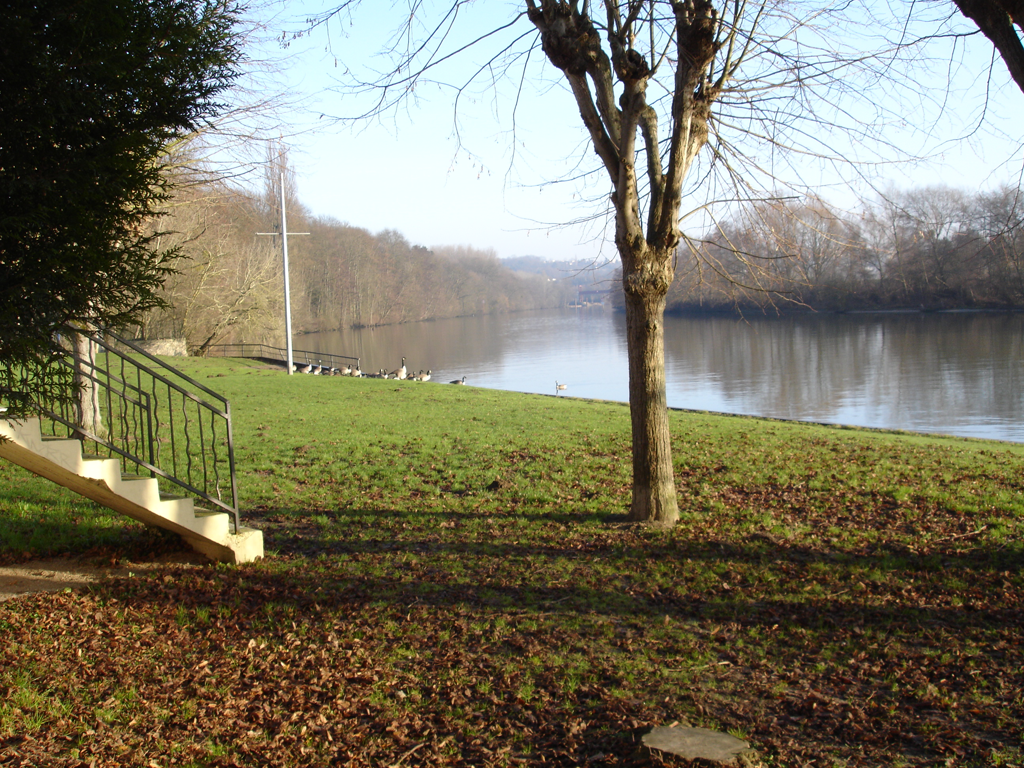
Les bords de l'Oise.

Vauréal est limitée à l'est par un des méandres de l'Oise, l'un des affluent principaux  de la Seine.

### Climat
Pour des articles plus généraux, voir Climat de l'Île-de-France et Climat du Val-d'Oise.
En 2010, le climat de la commune est de type climat océanique dégradé des plaines du Centre et du Nord, selon une étude du CNRS s'appuyant sur une série de données couvrant la période 1971-2000. En 2020, Météo-France publie une typologie des climats de la France métropolitaine dans laquelle la commune est exposée à un climat océanique et est dans la région climatique Sud-ouest du bassin Parisien, caractérisée par une faible pluviométrie, notamment au printemps (120 à 150 mm) et un hiver froid (3,5 °C).
Pour la période 1971-2000, la température annuelle moyenne est de 11,5 °C, avec une amplitude thermique annuelle de 15,3 °C. Le cumul annuel moyen de précipitations est de 652 mm, avec 11,3 jours de précipitations en janvier et 7,5 jours en juillet. Pour la période 1991-2020, la température moyenne annuelle observée sur la station météorologique la plus proche, située sur la commune de Boissy-l'Aillerie à 4 km à vol d'oiseau, est de 11,2 °C et le cumul annuel moyen de précipitations est de 635,8 mm,. Pour l'avenir, les paramètres climatiques de la commune estimés pour 2050 selon différents scénarios d'émission de gaz à effet de serre sont consultables sur un site dédié publié par Météo-France en novembre 2022.
| Mois                                  | jan.             | fév.           | mars           | avril           | mai           | juin          | jui.          | août          | sep.            | oct.          | nov.             | déc.           | année      |
| ------------------------------------- | ---------------- | -------------- | -------------- | --------------- | ------------- | ------------- | ------------- | ------------- | --------------- | ------------- | ---------------- | -------------- | ---------- |
| Température minimale moyenne (°C)     | 1,6              | 1,4            | 3,2            | 4,8             | 8,2           | 11            | 12,9          | 12,8          | 10              | 7,7           | 4,4              | 2,1            | 6,7        |
| Température moyenne (°C)              | 4,3              | 4,8            | 7,6            | 10,2            | 13,6          | 16,7          | 18,9          | 18,8          | 15,5            | 11,9          | 7,5              | 4,7            | 11,2       |
| Température maximale moyenne (°C)     | 7                | 8,2            | 12             | 15,6            | 19            | 22,3          | 24,9          | 24,9          | 21              | 16            | 10,7             | 7,4            | 15,8       |
| Record de froid (°C) date du record   | −17,8 17.01.1985 | −15,4 07.02.12 | −11,1 13.03.13 | −4,6 12.04.1986 | −1,6 06.05.19 | 1 05.06.1991  | 4 01.07.1960  | 3,1 26.08.18  | −0,6 20.09.1952 | −5,2 28.10.03 | −10,2 24.11.1998 | −16 07.12.1969 | −17,8 1985 |
| Record de chaleur (°C) date du record | 15,5 05.01.1999  | 20 27.02.19    | 25,6 31.03.21  | 29,3 18.04.1949 | 32,5 27.05.05 | 37,1 27.06.11 | 41,6 25.07.19 | 39,2 12.08.03 | 35,5 08.09.23   | 28,8 01.10.11 | 21,7 01.11.14    | 17,4 07.12.00  | 41,6 2019  |
| Précipitations (mm)                   | 54,1             | 45,9           | 46,9           | 43,9            | 59,8          | 50,2          | 51,6          | 55,4          | 46,7            | 58,2          | 54,8             | 68,3           | 635,8      |

## Urbanisme

### Typologie
Au 1er janvier 2024, Vauréal est catégorisée grand centre urbain, selon la nouvelle grille communale de densité à sept niveaux définie par l'Insee en 2022.
Elle appartient à l'unité urbaine de Paris, une agglomération inter-départementale regroupant 407  communes, dont elle est une commune de la banlieue,,. Par ailleurs la commune fait partie de l'aire d'attraction de Paris, dont elle est une commune du pôle principal,. Cette aire regroupe 1 929 communes,.

### Occupation des sols

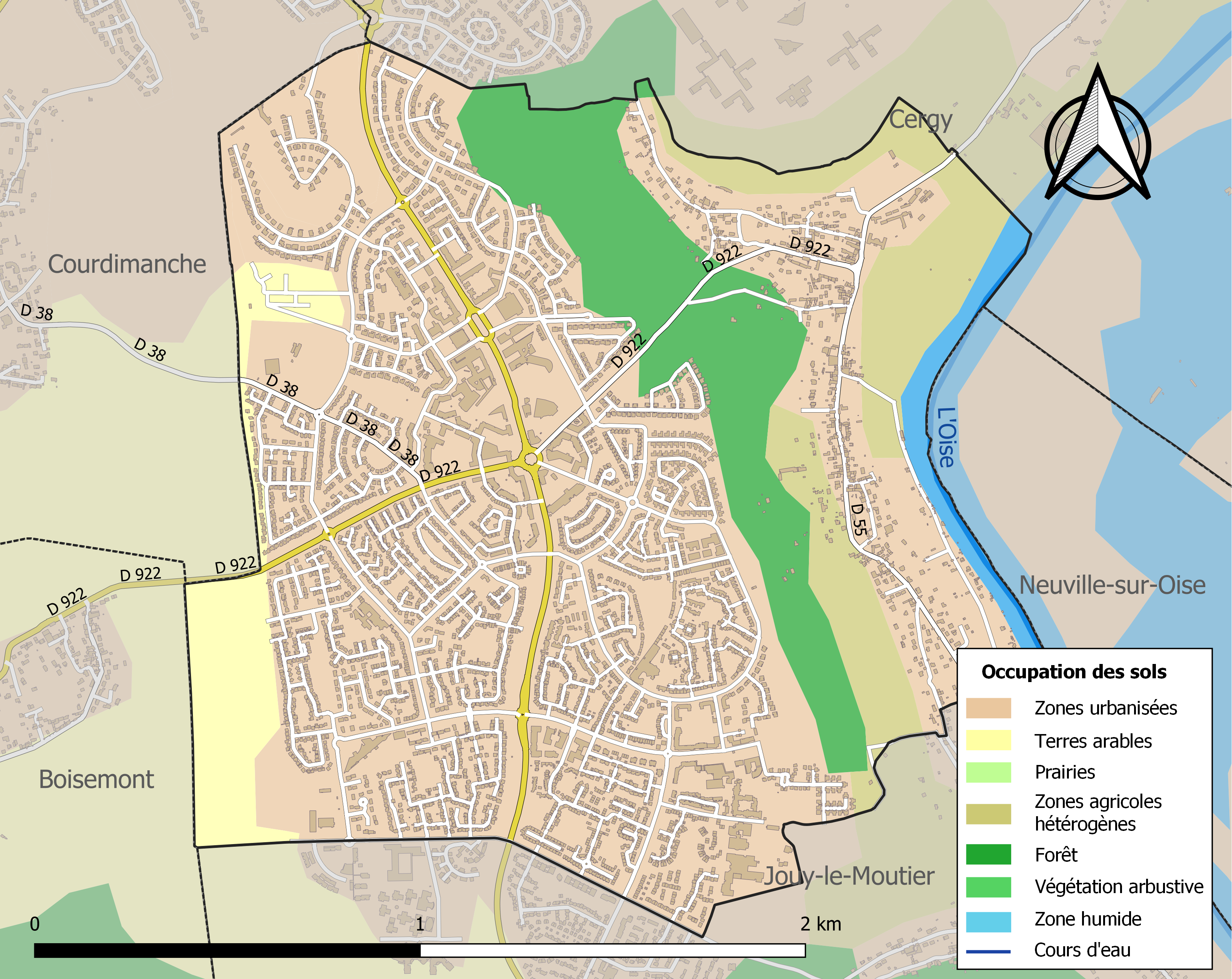
Carte des infrastructures et de l'occupation des sols de la commune en 2018 (CLC).

### Morphologie urbaine
Vauréal est divisée en deux : le village au bord de l'Oise est séparé de l'urbanisation récente sur le plateau par des coteaux boisés.
On compte 9 quartiers sur la ville : les Toupets, les Longues-Terres, la Siaule, les Groues, le Boulingrin, l'Allée Couverte, les Moissons, les Sablons et le Village (du sud vers le nord, exception faite du Village qui couvre la ville sur toute sa longueur). Le Cœur de ville est compté avec les Moissons (voir L’Étincelle de mai 2008).

### Habitat et logement
En 2019, le nombre total de logements dans la commune était de 6 201, alors qu'il était de 5 442 en 2014 et de 4 984 en 2009.
Parmi ces logements, 96,1 % étaient des résidences principales, 0,7 % des résidences secondaires et 3,3 % des logements vacants. Ces logements étaient pour 65,2 % d'entre eux des maisons individuelles et pour 34,7 % des appartements.
Le tableau ci-dessous présente la typologie des logements à Vauréal en 2019 en comparaison avec celle du Val-d'Oise et de la France entière. Une caractéristique marquante du parc de logements est ainsi une proportion de résidences secondaires et logements occasionnels (0,7 %) inférieure à celle du département (1,3 %) mais supérieure à celle de la France entière (9,7 %). Concernant le statut d'occupation de ces logements, 64,9 % des habitants de la commune sont propriétaires de leur logement (67 % en 2014), contre 55,9 % pour le Val-d'Oise et 57,5 pour la France entière.
| Typologie                                               | Vauréal | Val-d'Oise | France entière |
| ------------------------------------------------------- | ------- | ---------- | -------------- |
| Résidences principales (en %)                           | 96,1    | 92,6       | 82,1           |
| Résidences secondaires et logements occasionnels (en %) | 0,7     | 1,3        | 9,7            |
| Logements vacants (en %)                                | 3,3     | 6          | 8,2            |

### Voies de communication et transports
La ville est traversée par l'ancienne route nationale 322 (actuelle RD 922). La gare du RER A la plus proche est celle de Cergy - Le Haut.
Elle est desservie par :
- Les lignes 34, 38, 40, 47 et 48 du réseau de bus Cergy-Pontoise Confluence ;
- Les lignes 59, 76b, 76c et 91 du réseau de bus Poissy - Les Mureaux ;
- Les lignes 95-48 et 95-50 du réseau de bus du Vexin.

## Toponymie
L’ancien nom était Lieux avant 1644, le nouveau nom est au XVIIe siècle Vauréal.
En 1189, le village est appelé Leus, et au début du XIIIe siècle (en 1253), le village est appelé Locus
 
L'historien Michel-Toussaint-Chrétien du Plessis indique dans sa Description géographique et historique du Vexin Français qu'on trouve des titres tels que Liex, Li Eu signifiant La Prairie. Il n'y a pas d'explication plausible sur la signification de ce nom, toutefois Jean Lebeuf indique que cet endroit est appelé Lieux par corruption car la distance de Paris à Lieux est de 7 lieues.
Le nom actuel de la commune provient du latin vallis regalis, la « vallée royale ».

C’est en 1656 que le seigneur de l’endroit depuis 1644, Antoine de Guérapin, décide de changer le nom en Vauréal. Il reprenait celui d’un hameau qui abritait une léproserie non loin de là et qui était appelé en 1303 Vallis Regis juxtam Pontisaram, « la vallée du roi, près de Pontoise » ; on trouvera par la suite le nom de Val-le-Roi – le roi en question étant Philippe IV le Bel. Sans doute ledit seigneur, devenu baron, jugeait-il plus noble de s’appeler Guérapin de Vauréal plutôt que Guérapin du Lieu. Il faudra quand même attendre plus d’un siècle avant que le nouveau nom ne soit définitivement adopté.
Au cours de la Révolution française, la commune reprit provisoirement le nom de Lieux.

## Histoire

### Préhistoire
L'existence d'une allée couverte sur le territoire de la commune atteste la présence de l'homme dès le néolithique.

### Moyen Âge
Anciennement dénommé Lieux et dépendant de Jouy-le-Moutier, le village est érigé en paroisse en 1252, en raison de son importante population vigneronne. On trouve une lettre datant de 1253 de Renaud de Corbeil, évêque de Paris, qui permet la construction d'une église baptismale « in villa quae dicitur Locus » qui était auparavant de la paroisse de Jouy sous condition qu'il soit payé au chapitre cathédral de Notre-Dame de Paris les droits de synode et de visite et autres comme le faisait le curé de Jouy.
Pendant la guerre de Cent Ans, en 1433, les Anglais prennent, pillent et brûlent Vauréal, Courdimanche et Puiseux.
C'est en 1656 qu'Antoine de Guérapin, seigneur du village depuis 1644 et devenu baron, lui donne son nom actuel. L'usage de cette appellation n'est généralisée qu'au milieu du XVIIIe siècle.

### De 1700 à 1950
Devenue commune avec la Révolution française, Vauréal vit de la viticulture avant de souffrir des conséquences de la concurrence méridionale, due au développement du chemin de fer au milieu du XIXe siècle. La commune se reconvertit alors dans la culture maraîchère et fruitière.
Le 15 août 1875 un orage cause de gros dégâts à Neuville, et dévasta Jouy-le-Moutier, Vauréal, Boisemont, Courdimanche, Osny, Cergy, Puiseux, et Pontoise[réf. nécessaire].

#### La ville nouvelle (depuis 1950)

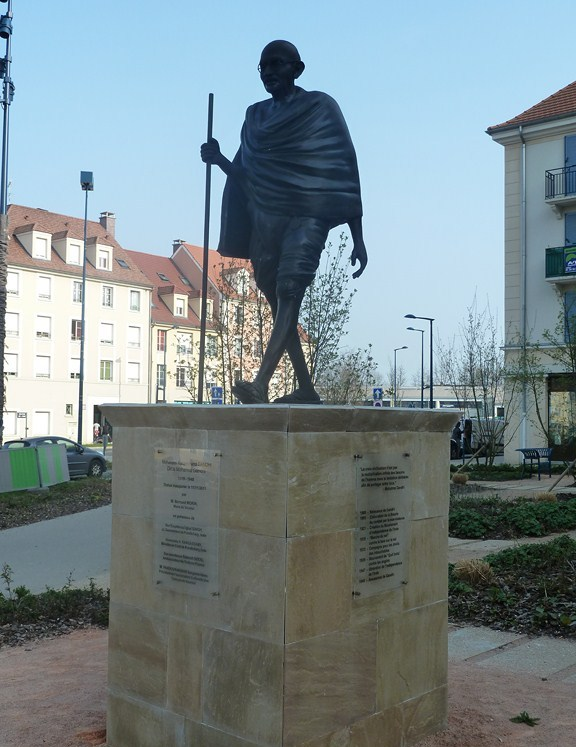
Statue du Mahatma Gandhi édifiée en 2011 par l'importante communauté Tamoul de la ville

Ce n'est qu'en 1971 avec la création de la ville nouvelle de Cergy-Pontoise que la commune connaît une réelle expansion. En 1984, le premier quartier du plateau (les Toupets) a été aménagé. La population s'est alors accrue de manière exponentielle.
En 2005, d'importants travaux sont lancés pour la création d'un « Cœur de ville » qui faisait défaut jusqu'alors à la commune. Outre la création de logements, de nombreux commerces devraient y faire leur apparition. Situé à mi-chemin entre les quartiers de la Bussie, du Boulingrin et des Toupets, le Cœur de ville avait pour volonté affichée de faire disparaître l'impression d'une ville scindée en deux.
En mars 2007, le nouvel hôtel de ville est inauguré, le centre culturel "l'Antarès" est inauguré en mai 2007. La première tranche du programme immobilier a été livrée durant le premier semestre de la même année et les premiers commerces ont ouvert en juin 2007. La livraison de la deuxième tranche a été fait début 2008 et la troisième tranche en 2009.

## Politique et administration

### Rattachements administratifs et électoraux

#### Rattachements administratifs
Antérieurement à la loi du 10 juillet 1964, la commune faisait partie du département de Seine-et-Oise. La réorganisation de la région parisienne en 1964 fit que la commune se trouve désormais dans le département du Val-d'Oise et dans l'arrondissement de Pontoise, après un transfert administratif effectif au 1er janvier 1968.
La commune relève de la compétence du tribunal judiciaire ainsi que de commerce de Pontoise,.

#### Rattachements électoraux
Pour les élections départementales, la commune  est depuis 2014 le bureau centralisateur du canton de Vauréal
Pour l'élection des députés, elle fait partie de la dixième circonscription du Val-d'Oise.

### Intercommunalité
Vauréal fait partie de la ville nouvelle de Cergy-Pontoise, dont l'aménagement a été organisé par l'État au moyen d'un établissement public d'aménagement (EPA) créé en 1969 et par un syndicat communautaire d'aménagement (SCA) en 1971, puis en syndicat d'agglomération nouvelle en 1984.
La ville nouvelle étant considérée comme achevée, l'EPA est dissout en 2002, et le SAN se transforme en communauté d'agglomération le 1er janvier 2004.
La ville est donc désormais membre de la communauté d'agglomération de Cergy-Pontoise, qui exerce de nombreuses de compétences transférées par les communes associées dans les conditions déterminées par le code général des collectivités territoriales

### Tendances politiques  et résultats
Pour les échéances électorales de 2007, Vauréal fait partie des 82 communes de plus de 3 500 habitants ayant utilisé les machines à voter.
Bernard Morin a été élu au premier tour des élections municipales de mars 2008 pour un second mandat à hauteur de presque 59 % des suffrages exprimés.
Au premier tour des élections municipales de 2014 dans le Val-d'Oise, la liste PS-PCF-EELV menée par la maire sortante Sylvie Couchot — qui avait succédé en janvier 2013 à Bernard Morin après sa démission — remporte la majorité absolue des suffrages, avec 2 809 voix (53,69 %, 26 conseillers municipaux et 4 conseillers communautaires élus), devançant largement la liste UMP-UDI menée par Hervé Techer (2 422 voix, 46,30 %, 7 conseillers municipaux et un conseiller communautaire élus), lors d'un scrutin marqué par 49,92 % d'abstention.
Lors du premier tour des élections municipales de 2020 dans le Val-d'Oise, la liste DVG  menée par la maire sortante Sylvie Couchot remporte la majorité absolue des suffrages exprimés, avec 2 145 voix, 26 conseillers municipaux et 4 conseillers communautaires élus), devançant largement la liste menée par  Rida Boultame (MoDem, 1 642 voix, 39,62 %, 6 conseillers municipaux et un conseiller communautaire élus) et celle de Dominique Flottes (Div, 357 voix, 8,61 %, un conseiller municipal élu), lors d'un scrutin marqué par 61,99 % d'abstention.

### Politique locale
Les élections municipales de 2020 ont été annulées par le tribunal administratif de Cergy-Pontoise qui a jugé que la diffusion tardive d'un communiqué de presse de Sylvie Couchot, qui n'a pas laissé le temps à ses adversaires de répliquer, avait porté atteinte à la sincérité du scrutin.
Néanmoins, la municipalité élue en mai 2020 reste en place jusqu'à[Quand ?] ce que le Conseil d'État, saisie par  Sylvie Cuchot, statue, ce qui génère des conseils municipaux tendus.

### Liste des maires
| Période       | Période                        | Identité          | Étiquette                | Qualité |
| ------------- | ------------------------------ | ----------------- | ------------------------ | --- |
| août 1944     | déc. 1944                      | Jean Astruc       |                          | |
| déc. 1944     | mars 1971                      | Jean Parquet      |                          | |
| mars 1971     | mars 1977                      | Léon Taubert      |                          | |
| mars 1977     | 1986                           | Joseph Wattelier, | DVG-PS « écolo-socialo » | Psychanalyste de formation, directeur de foyer éducatif Démissionnaire |
| 1986          | mars 2001                      | Jackie Breton,    | DVG                      | Conseiller général du canton de l'Hautil (2001 → 2015) Vice-président du conseil général du Val-d'Oise (2009 → 2012) Membre puis président de l’EPA de Cergy-Pontoise (1995 → 2002) Vice-président du SAN de Cergy-Pontoise[Quand ?] |
| mars 2001     | décembre 2012,                 | Bernard Morin     | PS puis EELV             | Professeur d'anglais retraité Démissionnaire |
| janvier 2013  | octobre 2023,                  | Sylvie Couchot,   | EELV puis DVG            | Infirmière à l'hôpital de Pontoise Conseillère départementale de Vauréal (2015 → 2021) Vice-présidente de la CA de Cergy-Pontoise (2020 → ) Démissionnaire                                                                           |
| octobre 2023, | En cours (au 18 décembre 2023) | Raphaël Lanteri   | PS                       | Ingénieur territorial |

## Équipements et services publics

### Enseignement
Vauréal relève de l'académie de Versailles.

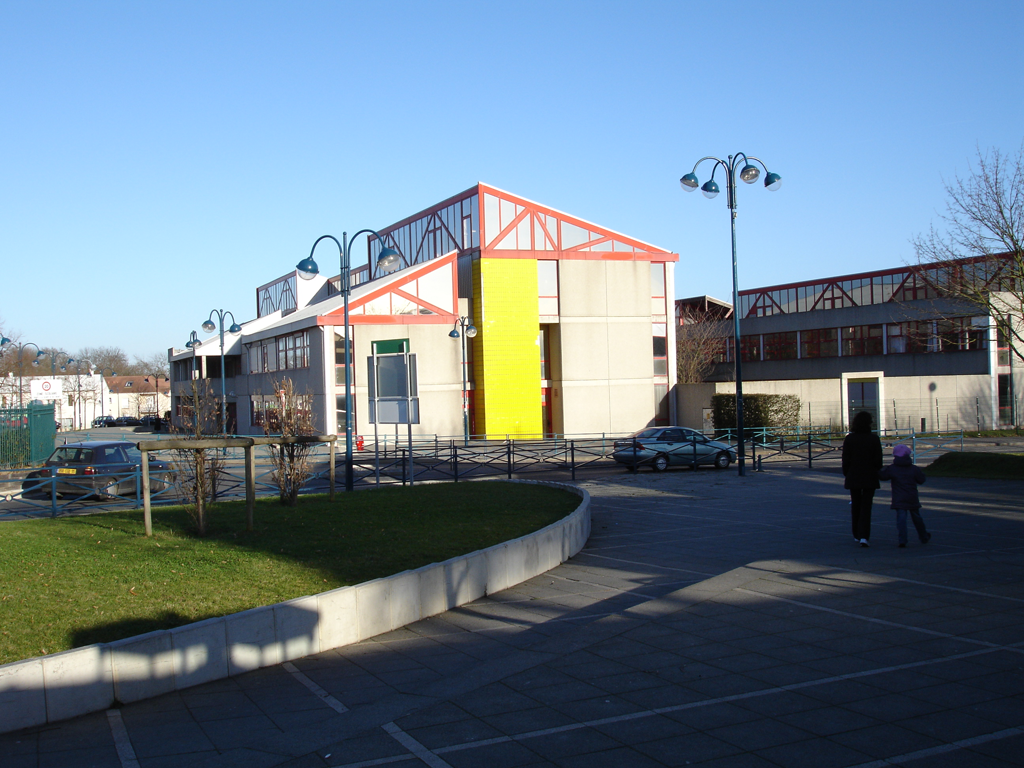
Lycée Camille-Claudel.

Huit groupes scolaires (Élémentaire et maternelle) dispensent l'enseignement à 2 000 élèves en moyenne. On compte en outre deux collèges (Les Toupets et la Bussie) et un lycée d'enseignement général, le lycée Camille-Claudel (en), conçu par Roger Taillibert.
Les huit groupes scolaires sont : Les Groues, Les Hauts Toupets, Le Village, Le Boulingrin, La Siaule, Les Sablons, l'Allée couverte et les Moissons.
On compte également une école primaire spécialisée pour enfants intellectuellement précoces, l'école Talentiel.

### Équipements culturels
Le centre culturel Antarès offre trois salles de spectacles dont deux à dominante cinématographique. La bibliothèque des Dames-Gilles offre plus de 30 000 ouvrages. Des travaux d'extension sont prévus pour la transformer en médiathèque avec salle d’étude, DVDthèque et espace multimédia. L'école municipale de musique dispose de douze salles de cours adaptées et insonorisées et d'un auditorium de 132 places. 23 disciplines y sont enseignées : du djembé à la musique assistée par ordinateur.
Le Forum, ouvert en 1995 d'abord sous forme associative puis municipalisé, est une salle de concerts d'une capacité de 500 places qui organise une soixantaine de concerts par an en particulier dans l'univers du metal rock ou d'autres courants de la musique actuelle, ainsi que des expositions et des résidences d'artistes. Il dispose également de studios de répétition et d'enregistrement. La construction d'un nouveau Forum2 avec des financements de la ville, de l'agglomération, de la DRAC, de la région et du département lui permettra de disposer de deux salles de concert au lieu d'une, dont la principale pourra accueillir 850 personnes, soit 350 de plus qu'antérieurement, avec des gradins. La seconde salle sera dévolue principalement aux groupes locaux, notamment de ceux qui fréquentent régulièrement les studios du Forum,.
Depuis septembre 2008, la commune dispose d'un pôle d'artisanat d'art, la cour des arts, qui regroupe une vingtaine d'ateliers d'artistes et d'artisans d'art. Située au 8 rue Nationale, dans Vauréal-village, on peut y trouver des luthiers, un sculpteur-céramiste, un souffleur de verre, une vitrailliste, des peintres sur porcelaine, une créatrice de bijoux, un designer, une spécialiste des décors ajourés, des professionnels de la patine contemporaines et des mosaïques, des créateurs de lampes etc. Les ateliers sont ouverts au public et l'entrée y est libre - les artistes et artisans propose à la vente leurs réalisations (des pièces uniques) et proposent également des cours et stages.

### Sports
- Piscine intercommunale de l'Hautil. Elle met à disposition des nageurs deux bassins principaux, bassin de 25 m et bassin de détente avec buses d'hydromassage et toboggan, elle propose ainsi de nombreuses activités : école de natation, bébés nageurs, aquagym, natation adultes, water-polo, natation prénatale [réf. nécessaire].
- Parc des sports : terrain d'athlétisme avec piste de 400 m, terrain de football d'honneur, terrain d'entrainement, tennis couverts et extérieurs.
- Deux gymnases : Bussie et Toupets.De nombreux terrains de sport (terrains de football, de basket-ball, skatepark, vélocross)
- Un terrain de baseball utilisé par l'équipe vauréalienne des Squales de Vauréal..
- le golf de Cergy-Vauréal est en partie situé sur la commune.
- Une courte piste cyclable de quelques centaines de mètres.

## Population et société

### Démographie
L'évolution du nombre d'habitants est connue à travers les recensements de la population effectués dans la commune depuis 1793. Pour les communes de plus de 10 000 habitants les recensements ont lieu chaque année à la suite d'une enquête par sondage auprès d'un échantillon d'adresses représentant 8 % de leurs logements, contrairement aux autres communes qui ont un recensement réel tous les cinq ans,.

En 2022, la commune comptait 16 079 habitants, en évolution de −1,1 % par rapport à 2016 (Val-d'Oise : +4 %, France hors Mayotte : +2,11 %).
| 1793 | 1800 | 1806 | 1821 | 1831 | 1836 | 1841 | 1846 | 1851 |
| ---- | ---- | ---- | ---- | ---- | ---- | ---- | ---- | ---- |
| 611  | 602  | 601  | 595  | 547  | 537  | 509  | 481  | 490  |

| 1856 | 1861 | 1866 | 1872 | 1876 | 1881 | 1886 | 1891 | 1896 |
| ---- | ---- | ---- | ---- | ---- | ---- | ---- | ---- | ---- |
| 446  | 452  | 428  | 406  | 382  | 382  | 405  | 401  | 397  |

| 1901 | 1906 | 1911 | 1921 | 1926 | 1931 | 1936 | 1946 | 1954 |
| ---- | ---- | ---- | ---- | ---- | ---- | ---- | ---- | ---- |
| 387  | 425  | 385  | 363  | 358  | 384  | 363  | 372  | 606  |

| 1962 | 1968 | 1975 | 1982 | 1990   | 1999   | 2006   | 2011   | 2016   |
| ---- | ---- | ---- | ---- | ------ | ------ | ------ | ------ | ------ |
| 569  | 587  | 641  | 782  | 11 717 | 16 206 | 15 316 | 16 223 | 16 258 |

| 2021   | 2022   | - | - | - | - | - | - | - |
| ------ | ------ | - | - | - | - | - | - | - |
| 16 034 | 16 079 | - | - | - | - | - | - | - |

La population est très jeune, puisque Vauréal se place en deuxième position des villes de plus de 1 000 habitants les plus jeunes de France, avec 41,6 % de la population de moins de 20 ans[Quand ?].

### Cultes

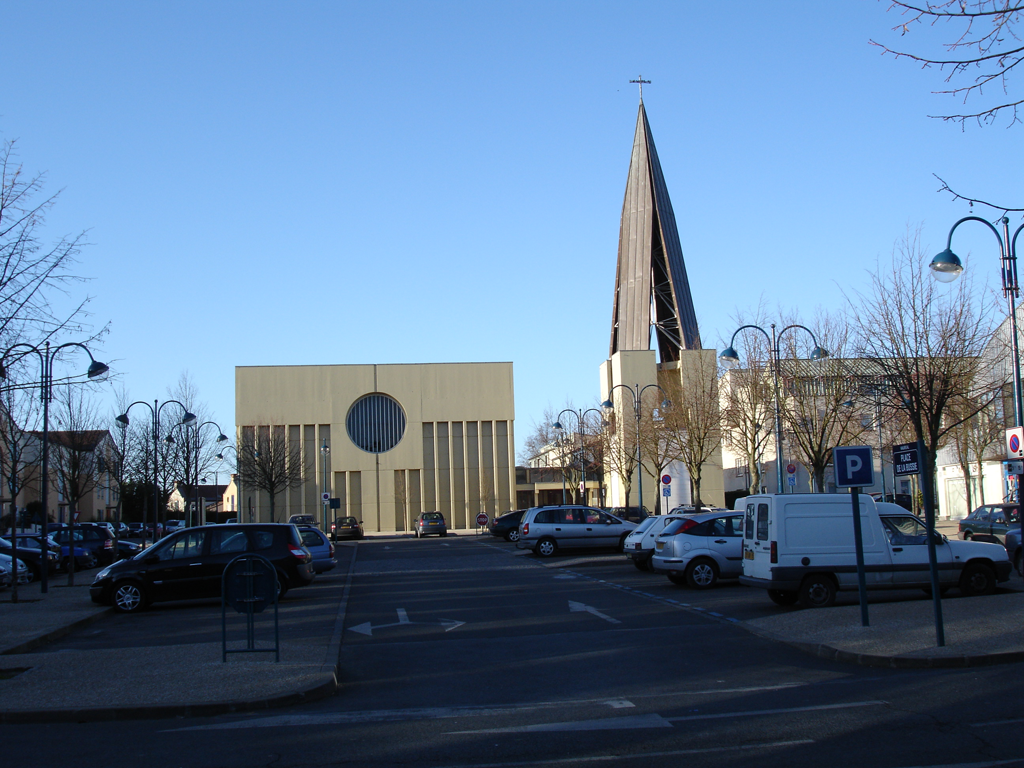
L'église Sainte-Claire.

- Catholique : la paroisse de Vauréal est rattachée au groupement de l'Hautil. Deux églises, Notre-Dame-de-l'Assomption et Sainte-Claire. Conçue par l'architecte belge Jean Cosse, cette dernière est consacrée en 1995, les cloches "Paix" et "Joie" ont été baptisées en décembre 2005. Les messes s'y déroulent généralement le dimanche à 11 heures[53].
- Protestantisme : église de Dieu-en-France (église protestante évangélique)[54].
- Islam : la mosquée Assalam qui est située au quartier des Toupets attire entre 50 et 80 fidèles quotidiennement[réf. nécessaire] et plus de 300 fidèles pour la grande prière du vendredi[réf. nécessaire]. Des cours d'arabe se déroulent également dans l'enceinte principalement le week-end[réf. nécessaire]. La mosquée est la troisième de l'agglomération[réf. nécessaire] de Cergy-Pontoise avec celle de Pontoise et de Cergy[réf. nécessaire]. La mosquée a subi des travaux d'agrandissement durant l'année 2013, ceci a permis de disposer de nouvelles salles de classe, plus d'espace pour l'emplacement des femmes ainsi qu'un ascenseur. Les fidèles de la mosquée sont de différentes nationalités, on retrouve des Français, Marocains, Algériens, Tunisiens, Maliens, Sénégalais, Pakistanais...[réf. nécessaire]

## Économie

### Revenus de la population et fiscalité
En 2009, le salaire horaire net moyen de la population salariée est de 14,10 euros, avec 12 euros pour les femmes et 16,2 euros pour les hommes. La moyenne par catégorie professionnelle s'étale entre 9,8 euros pour les ouvriers non qualifiés, jusqu'à 23 euros pour les cadres.
La population comporte 7 608 foyers fiscaux, dont 4 932 sont imposables. Les totaux déclarés des revenus fiscaux s'élèvent à 208 millions d'euros en 2009 pour la commune, soit un revenu moyen de 27 416 euros, et un impôt moyen de 1 428 euros. Le revenu médian par ménage est de 20 975 euros. Pour les 64,8 % de foyers imposables (soit 73,6 % des ménages), le revenu moyen est de
36 692 euros, contre 10 319 euros pour les foyers non imposables. Globalement, les revenus par foyer sont au même niveau qu'en 2006, avec une légère progression pour les foyers imposables, et une légère régression pour les foyers non imposables, alors que sur la zone de comparaison, ces revenus par foyer décroissaient de 1,7 %.
68,8 % des 5 005 ménages sont propriétaires de leur logement, 29,3 % sont locataires, dont 21,8 % en HLM.

### Emploi
Sur la population statistiquement en âge de travailler (entre 15 et 65 ans), soit 11 762 personnes, 75,2 % sont actives, dont 2 078 sur la commune, soit un indicateur de concentration d'emploi de 21,8 %, traduisant son caractère résidentiel. 1 066 personnes travaillent sur Vauréal, 3 195 dans le Val-d'Oise, et 3 643 dans d'autres départements de la région parisienne, le solde, soit 96 personnes, travaillant dans une autre région ou à l'étranger.
Le taux de chômage est de 9,7 % en 2009, légèrement plus élevé pour les hommes que pour les femmes.
Les 2 203 emplois disponibles sur la commune dépendent majoritairement des secteurs de l'administration publique, de l'enseignement, de la santé, et de l'action sociale (62,9 %) du commerce, des transports et autres services pour 28 %, l'agriculture ne représentant que 9 emplois en 2009.

## Culture locale et patrimoine

### Lieux et monuments
Vauréal compte trois monuments historiques sur son territoire :
- l’église Notre-Dame-de-l'Assomption, rue de l'Église (classée monument historique par arrêté du 16 juin 1926[56])

La paroisse a été érigée en 1253, mais la première église a été incendiée par les Anglais en 1432, sous la guerre de Cent Ans. Elle a été remplacée par un nouvel édifice de style gothique flamboyant, dont la construction a probablement débuté à la fin du XVe siècle. Au moment de la dédicace, en 1561, la majeure partie de l'église est sans doute terminée depuis plusieurs années, mais le clocher et la façade sont de style Renaissance et probablement postérieurs. Les voûtes de la nef et de ses bas-côtés n'ont jamais été réalisées.
L'église Notre-Dame répond à un plan très simple, et ne présente architecturalement rien de particulièrement remarquable, mais est assez homogène et représentative des reconstructions après la guerre de Cent Ans. Certains éléments du mobilier sont intéressants. Depuis l'inauguration de l'église Sainte-Claire de Vauréal en 1995, l'église Notre-Dame est reléguée au second plan, et les messes dominicales se célèbrent actuellement le dimanche soir,
- l’allée couverte du cimetière des Anglais, promenade du Dolmen (classée monument historique par arrêté du 16 avril 1969[59])

Elle est située sur le rebord du plateau qui domine l'Oise, à l'orée d'un bois. Appelée « Cimetière des anglais » depuis le XIVe siècle, elle doit ce nom à l'occupation anglaise durant la guerre de Cent Ans.
Le vicomte Amédée de Caix de Saint Aymour la fouille en 1867 et met au jour les restes d'au moins soixante-cinq personnes, ainsi que divers outils (haches, outils en silex, hachettes polies). Le dolmen est orienté est/ouest et mesurait 14 m de long et environ 2,30 m de large et était constitué de trois chambres sépulcrales séparées par des murs. Les dalles qui recouvraient l'allée ne sont plus sur place
- l’ancienne croix de cimetière, au cimetière, rue de Caix-de-Saint-Aymour (classée monument historique par arrêté du 3 décembre 1932[60])

Le cimetière abrite une croix provenant de l'ancien cimetière près de l'église, déplacée lors de la création du cimetière actuel vers 1862-1866. Elle porte sur une face le Christ et sur l'autre une Vierge à l'Enfant. Le socle date de 1903 seulement.

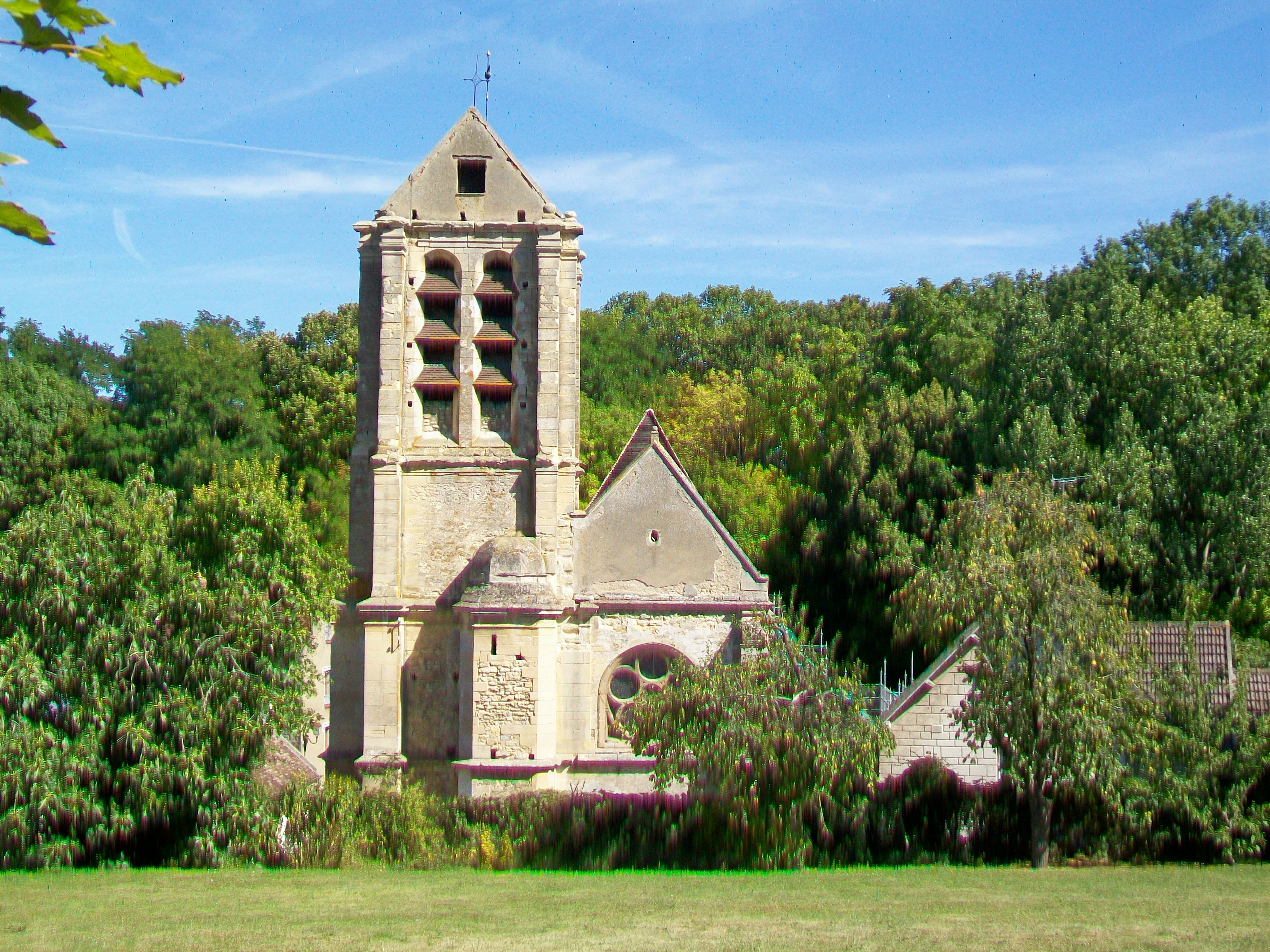
L'église Notre-Dame-de-l'Assomption.
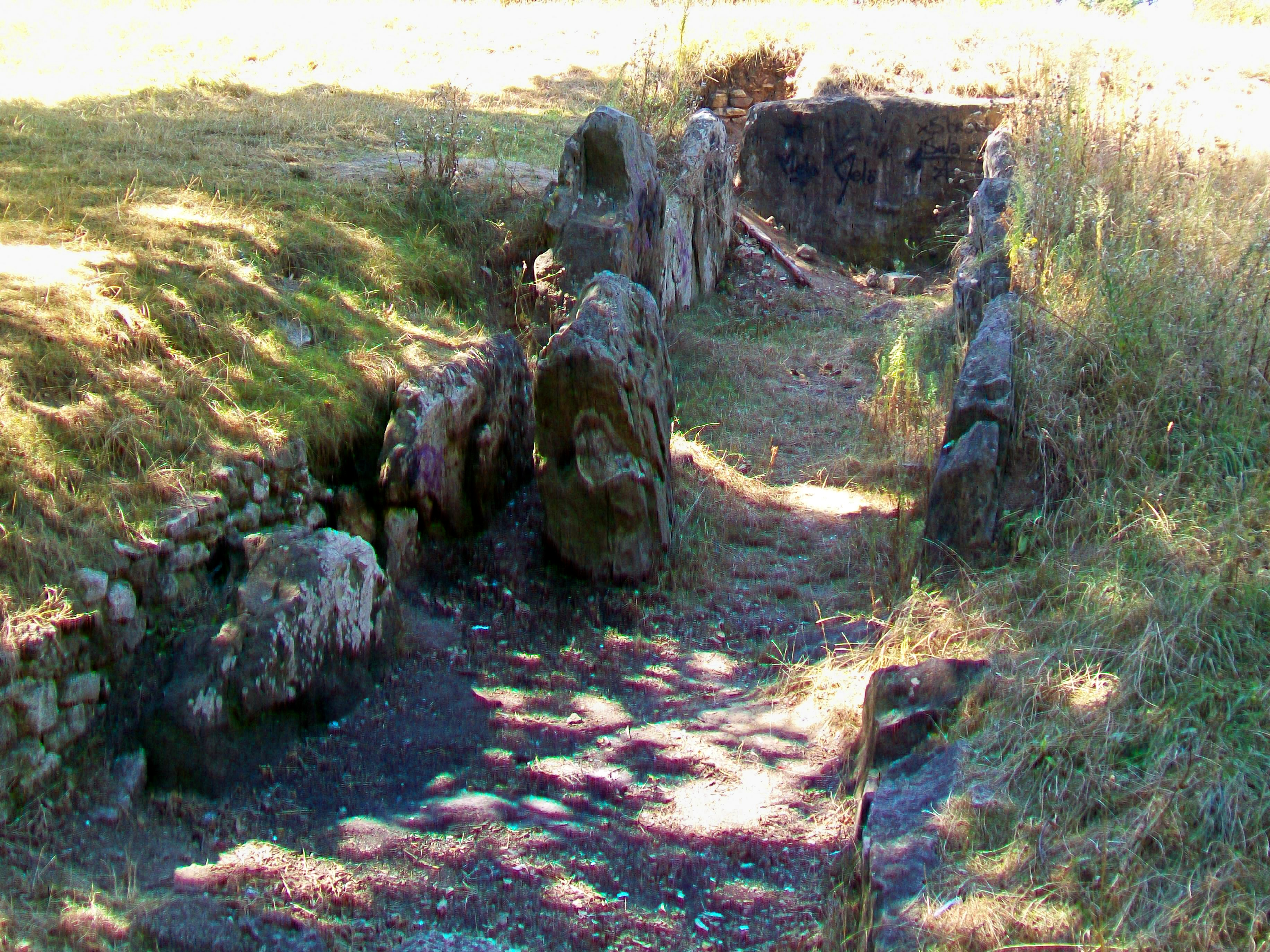
Allée couverte du cimetière des Anglais.
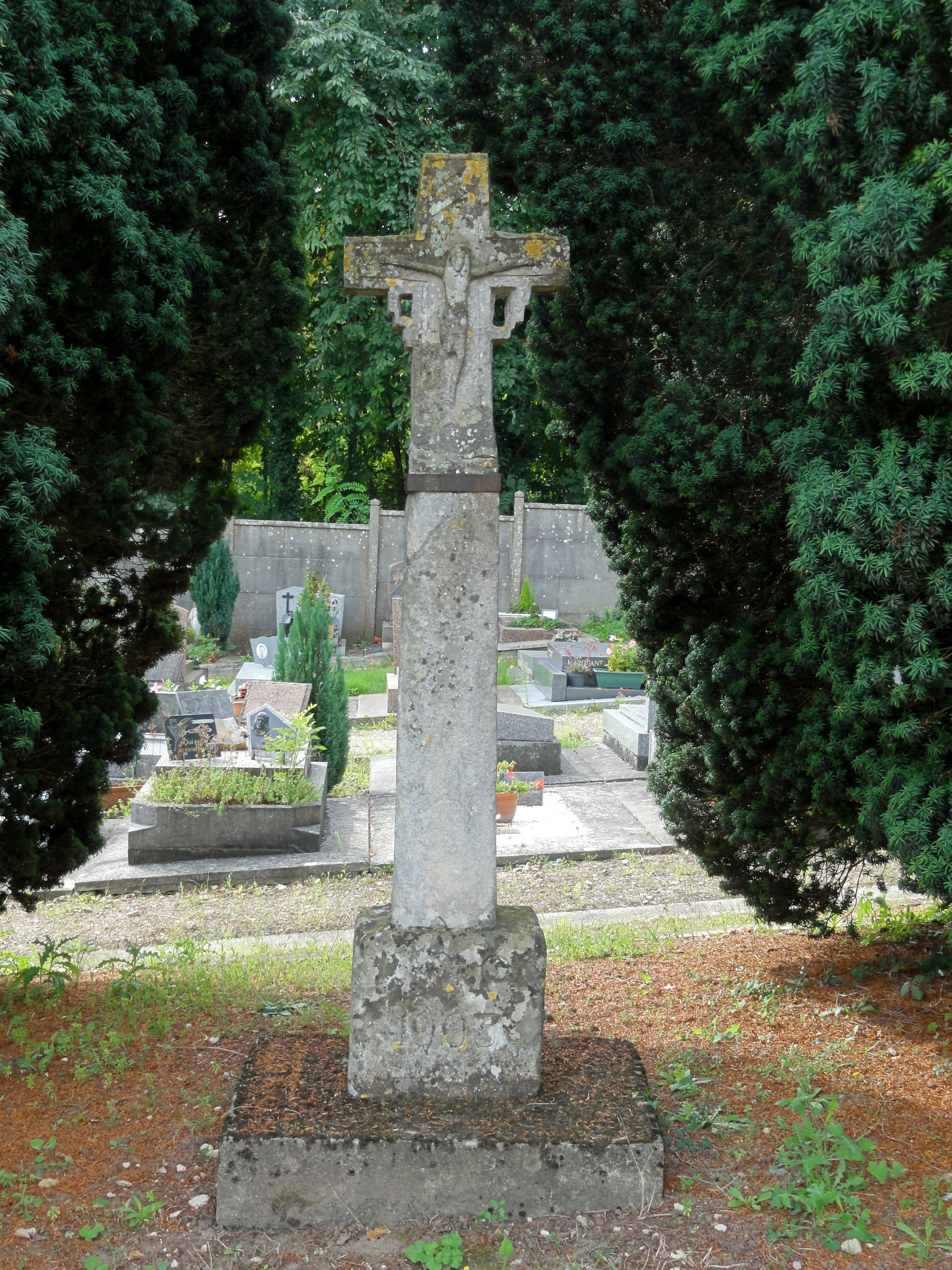
Ancienne croix de cimetière.

On peut également signaler : 
- le château de Vauréal, rue Nationale (RD 922)

Le premier château en ce lieu date vraisemblablement du XIIIe siècle. En 1656, Antoine Guérapin en devient propriétaire et entreprend d'importants travaux de restauration. De 1731 à 1786, le château est propriété de la famille des princes de Conti. Louise-Adélaïde de Bourbon-Conti fait reconstruire le château selon le style de l'époque et fait aménager le parc selon le modèle français.
À la Révolution, le château est confisqué à son propriétaire d'alors le marquis de Caumont. Acquis par César et Léopold Chevalier, ils font démolir le corps principal, le château actuel est construit sur les anciens communs. Les propriétaires se succèdent ensuite jusqu'à Mathilde Heintz en 1895, première compagne d'Henri Menier, celui-ci en hérite en 1907. Il lui permet d'y faire stationner son yacht l'Almée. La propriété comprenait alors de nombreux communs, une chapelle de style gothique, des serres accueillant des plantes exotiques, une ménagerie et une usine fournissant l'électricité au château et au parc. Henri Ménier meurt à Vauréal le 6 septembre 1913, et le château est acquis par Henri Daydé.
Il restera dans sa famille jusqu'en 1946, date à laquelle il devient le Clos Levallois, un institut pour enfants et adolescents ayant besoin d’un suivi éducatif et psychologique particulier
- le pseudo-dolmen à Vauréal village, 27 rue de la Mairie[réf. nécessaire]
- le viaduc à trois arches de l'ancienne voie ferrée d'intérêt local CGB, rue de Puiseux, et pont à une arche, rue des Marais

Ces ouvrages d'art sont érigés après 1910 dans le contexte de la création de la ligne Pontoise - Poissy. Mais la ligne qui a suscité des espoirs de désenclavement et de développement économique dans la région est fermée à tout trafic dès 1948. Dans l'agglomération de Cergy, elle est aujourd'hui aménagée en piste cyclable et chemin de promenade, exception faite de courts tronçons intermédiaires
- le lavoir de la rue de Puiseux

Petit lavoir couvert du XIXe siècle en contrebas de la rue, avec un abri construit en moellons et un toit en appentis.

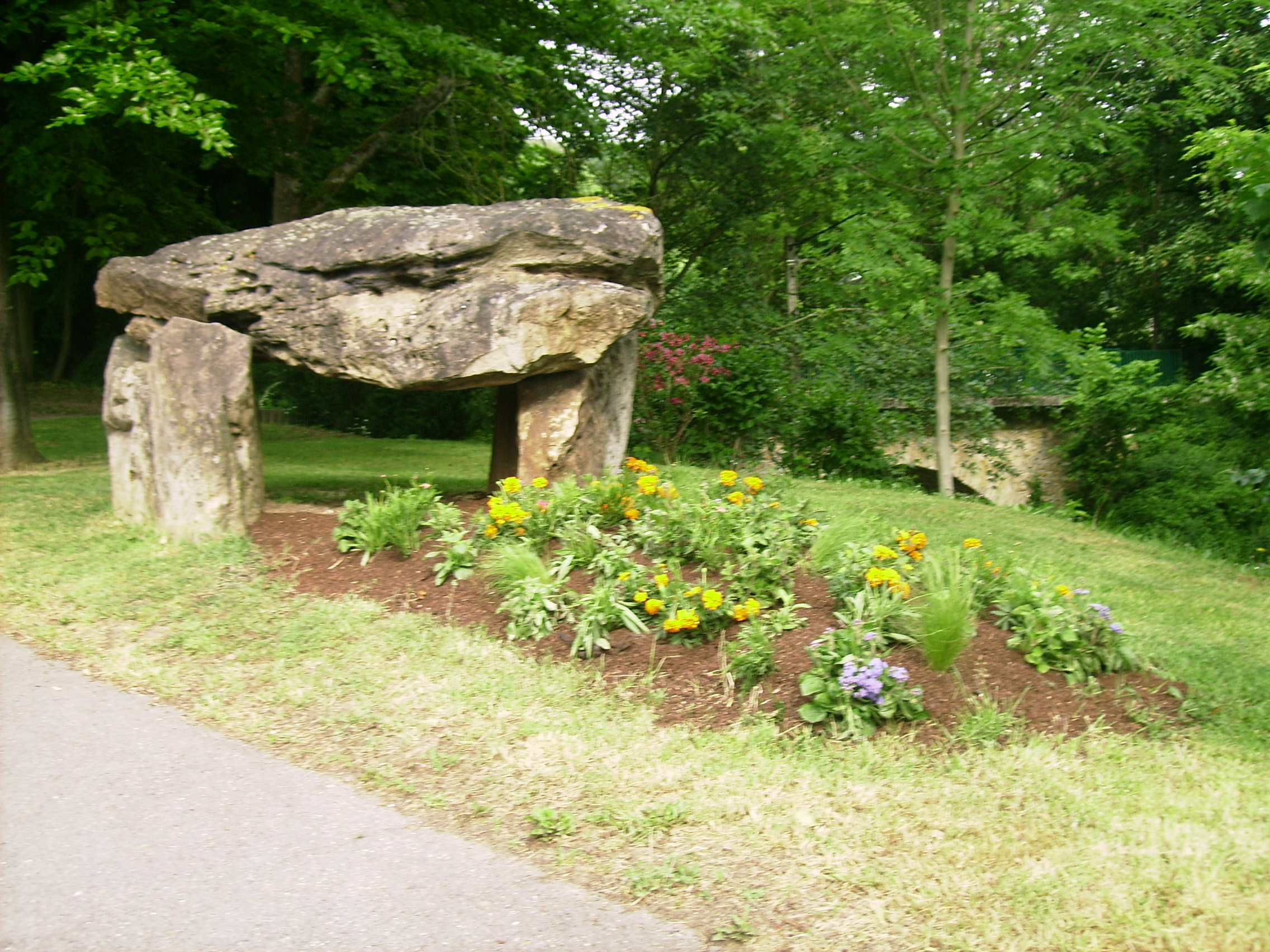
Pseudo-dolmen à Vauréal-village.
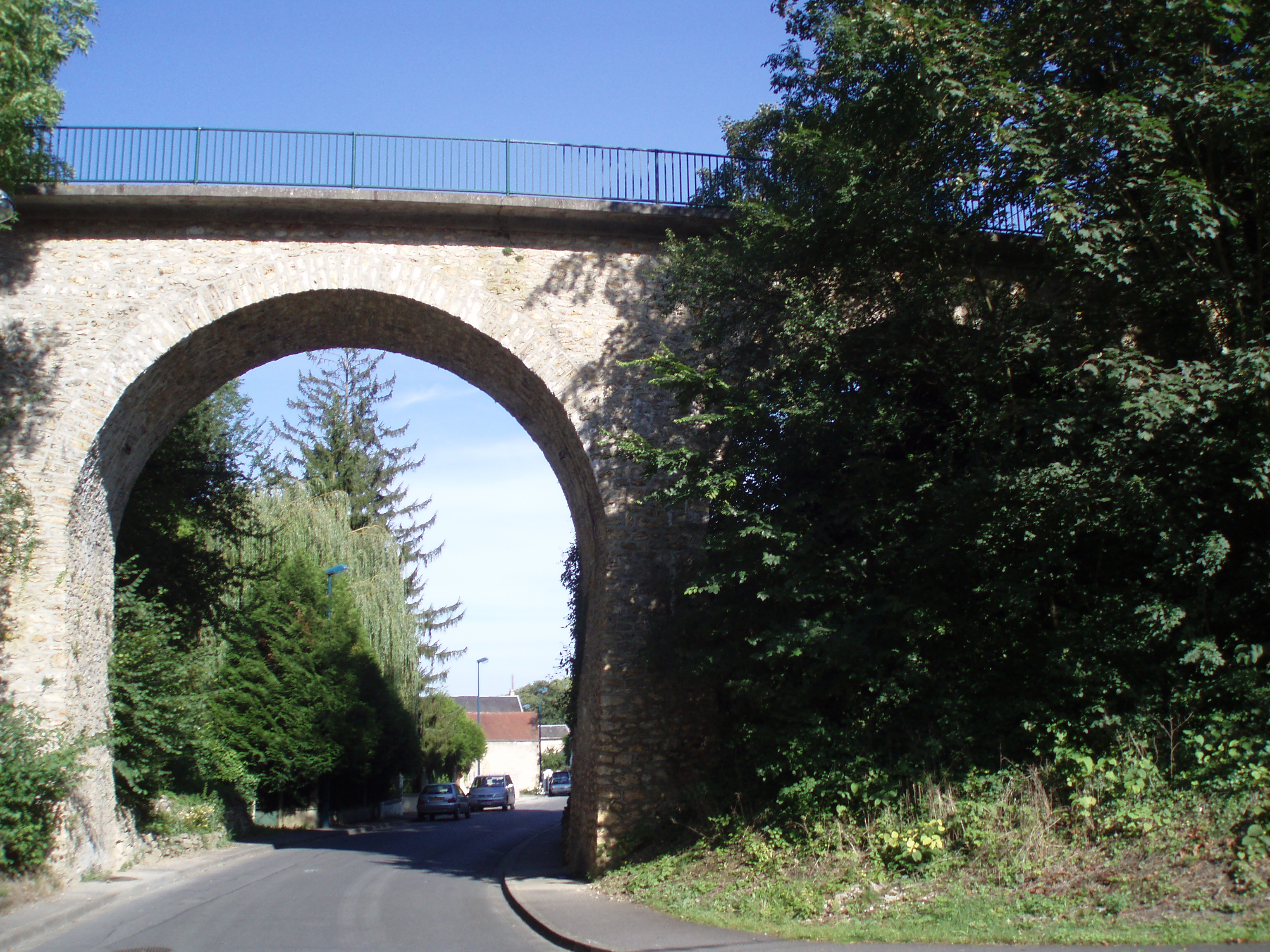
Ancien viaduc ferroviaire.
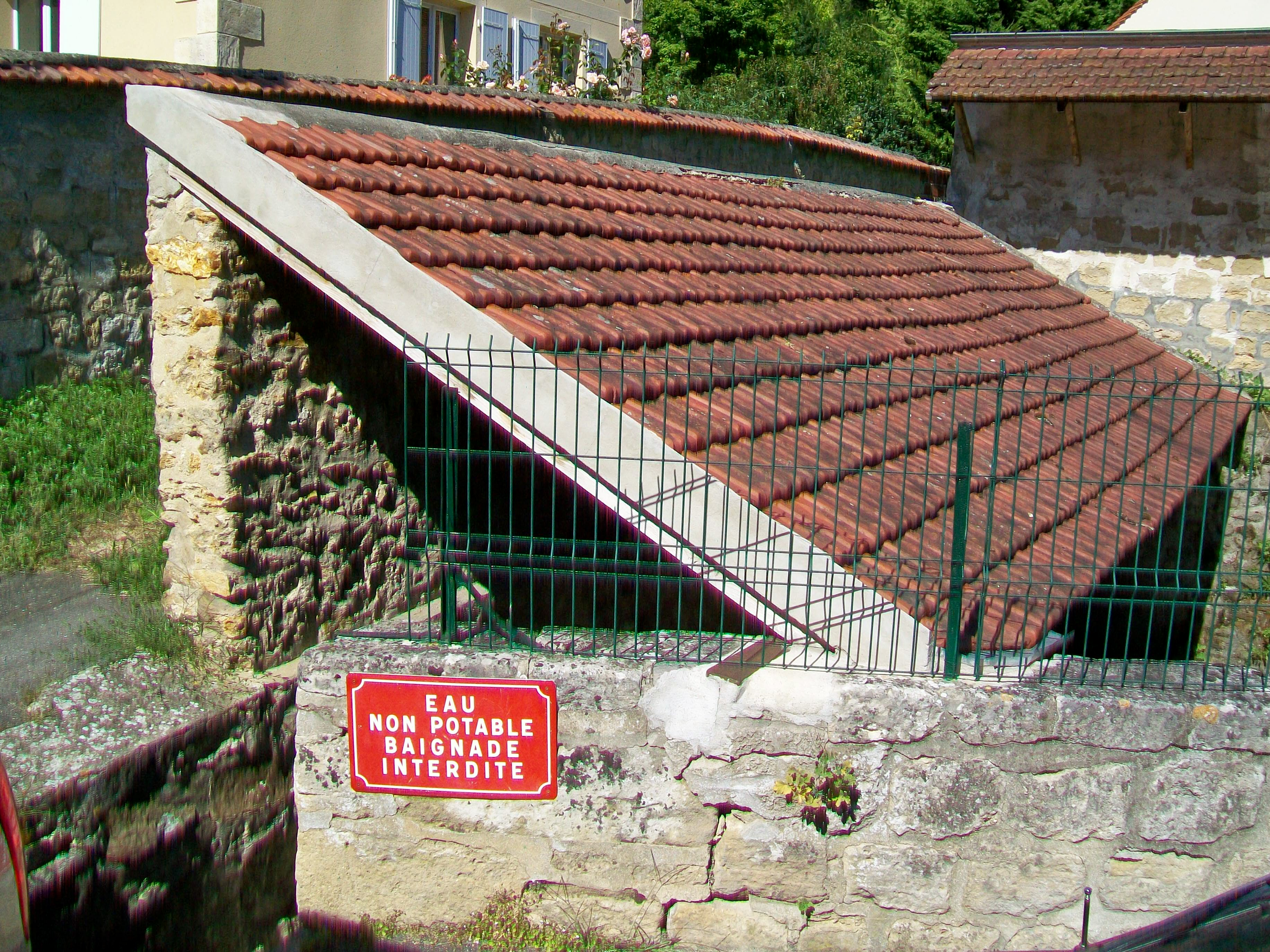
Lavoir de la rue de Puiseux.
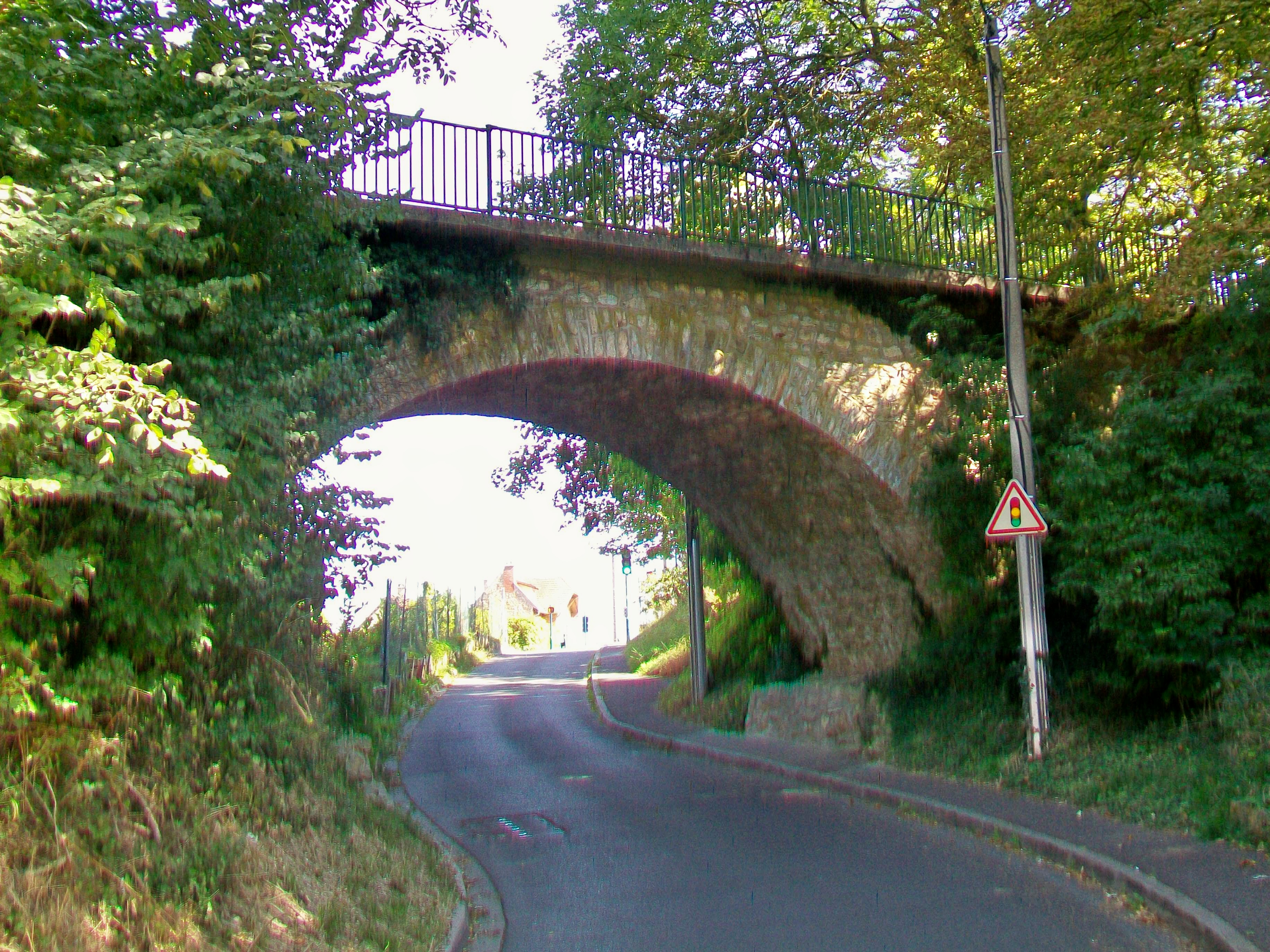
Ancien pont ferroviaire.

- la croix de chemin, rue Nationale / cité des Dames Gilles

Crucifix en fer du XIXe siècle, sans christ, sur un socle plus ancien
- le lavoir des Dames Gilles, rue des Dames-Gilles : situé sur une sente en pente comportant un escalier, mais qualifiée néanmoins de rue (près de la RD 55), c'est un lavoir couvert en atrium du XIXe siècle. Son nom évoque les sœurs de Pierre Gilles, naturaliste français du XVIe siècle, qui eurent jouissance d'une partie de la propriété du baron d'Aramont, diplomate envoyé par François Ier à Istanbul[58]. La cité des Dames Gilles se trouve à proximité, constituée de plusieurs maisons anciennes mitoyennes les unes des autres
- la maison de François André Michaux, 57 rue Nationale : la maison proprement dite, au sein d'un grand jardin, n'a pas de façade sur la rue, mais une plaque commémorative à côté du portail rappelle que ce botaniste et explorateur demeura ici de 1822 jusqu'à sa mort, le 23 octobre 1855[58]
- le puits mural, rue des Carneaux
- le lavoir des Carneaux, sentier des Marettes : il est protégé par un abri semblable à celui du lavoir de la rue de Puiseux, mais le bassin se situe à l'air libre.

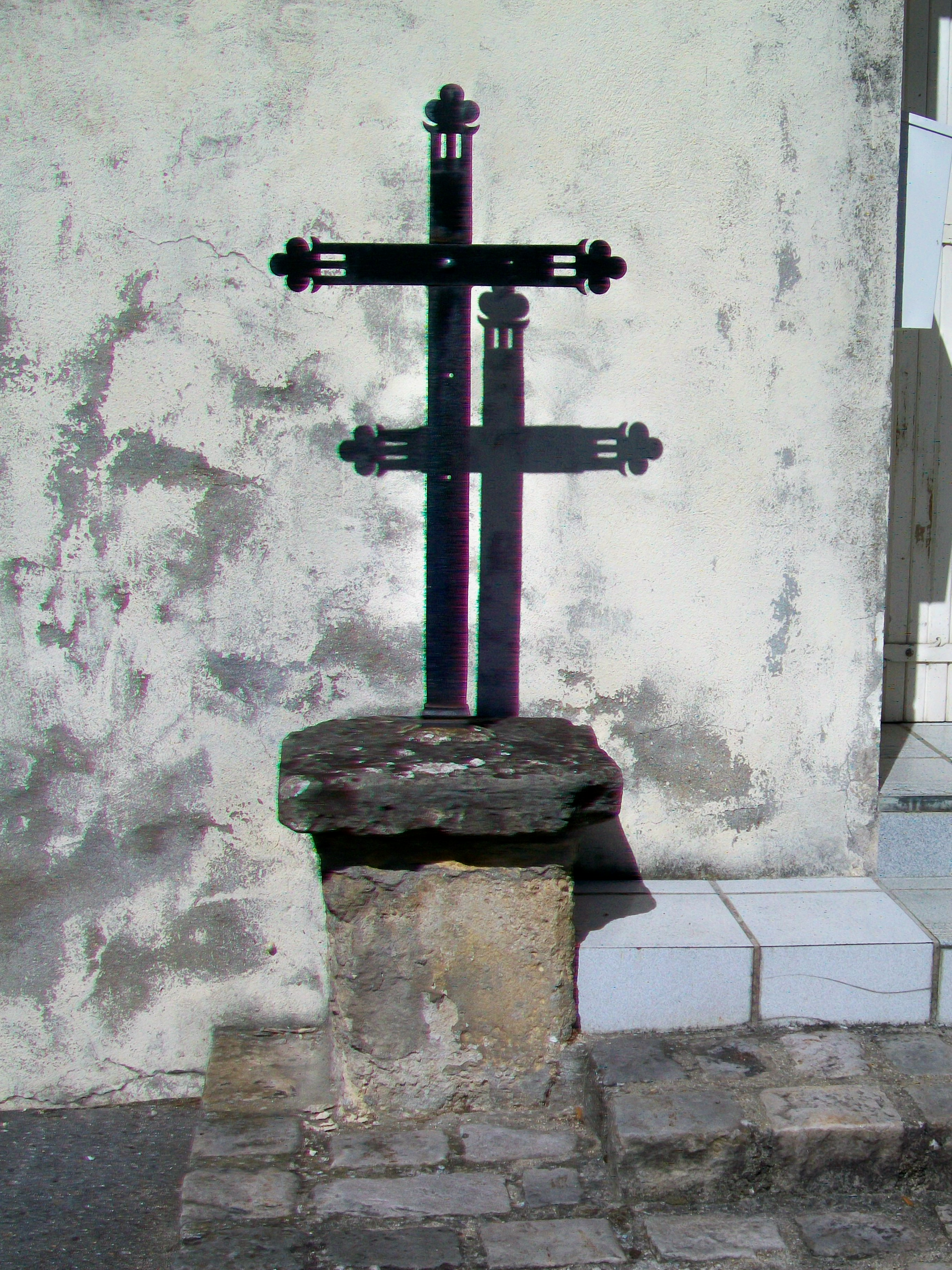
Croix de chemin.
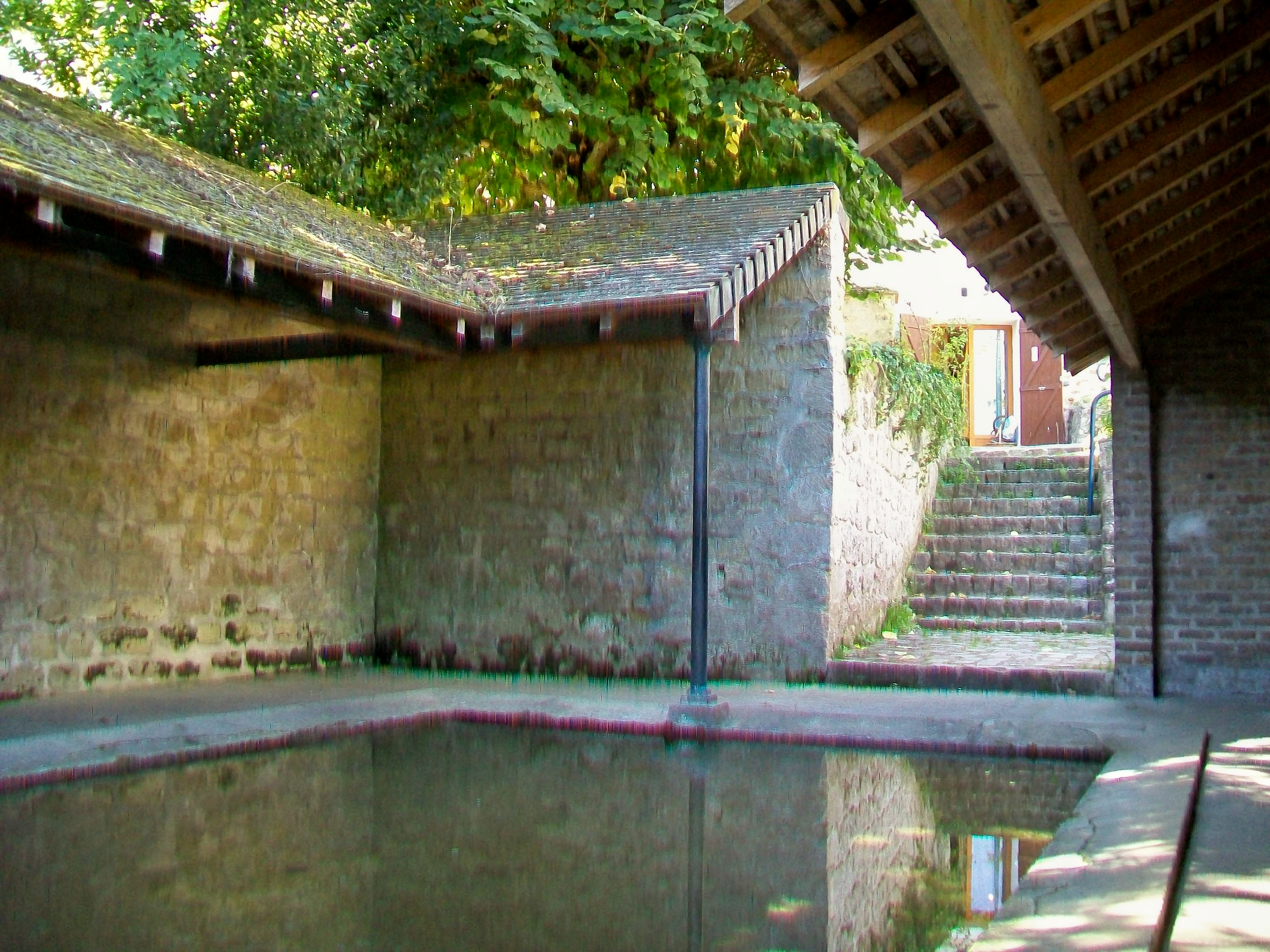
Lavoir des Dames Gilles.
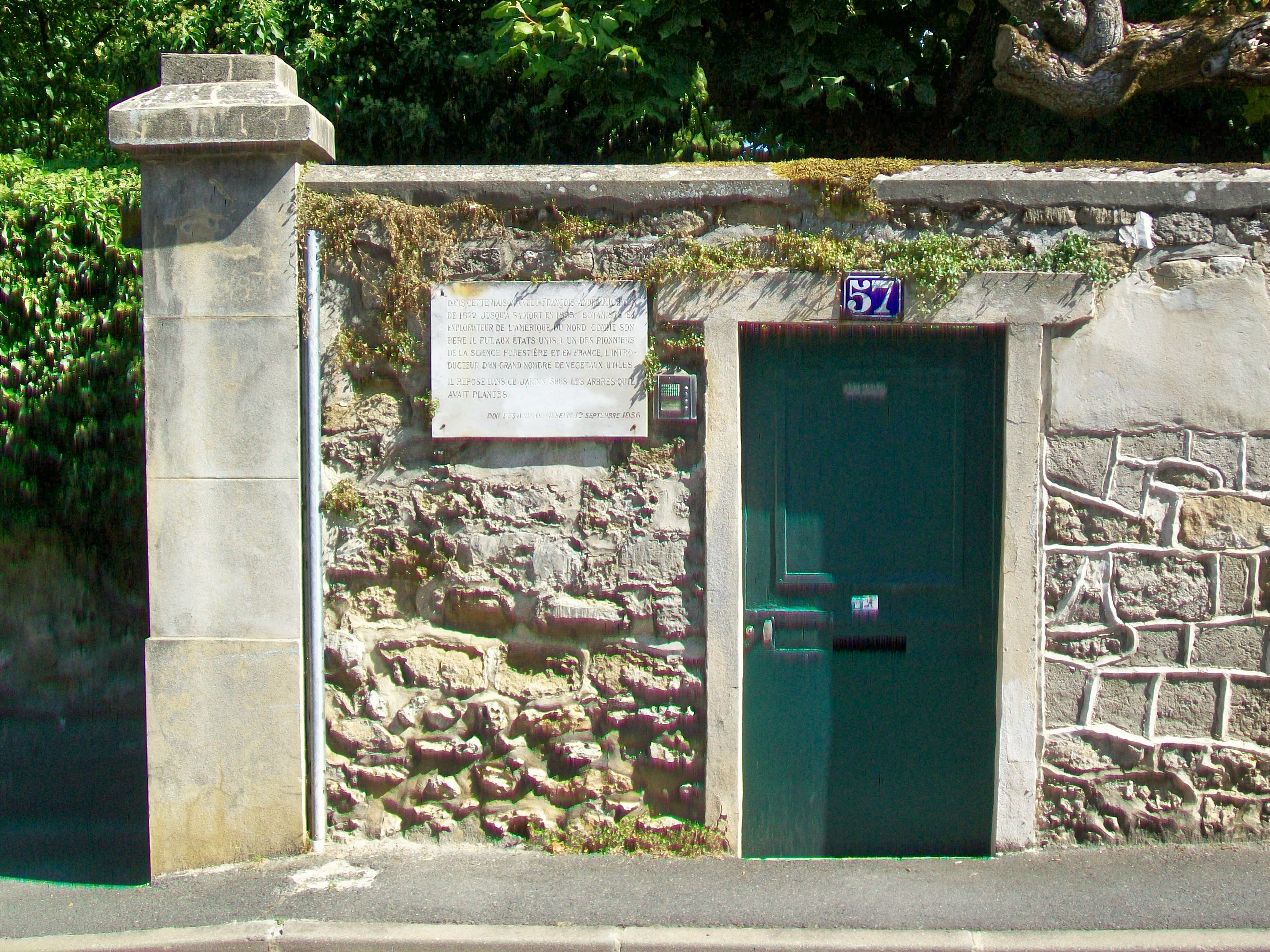
Maison de Michaux.
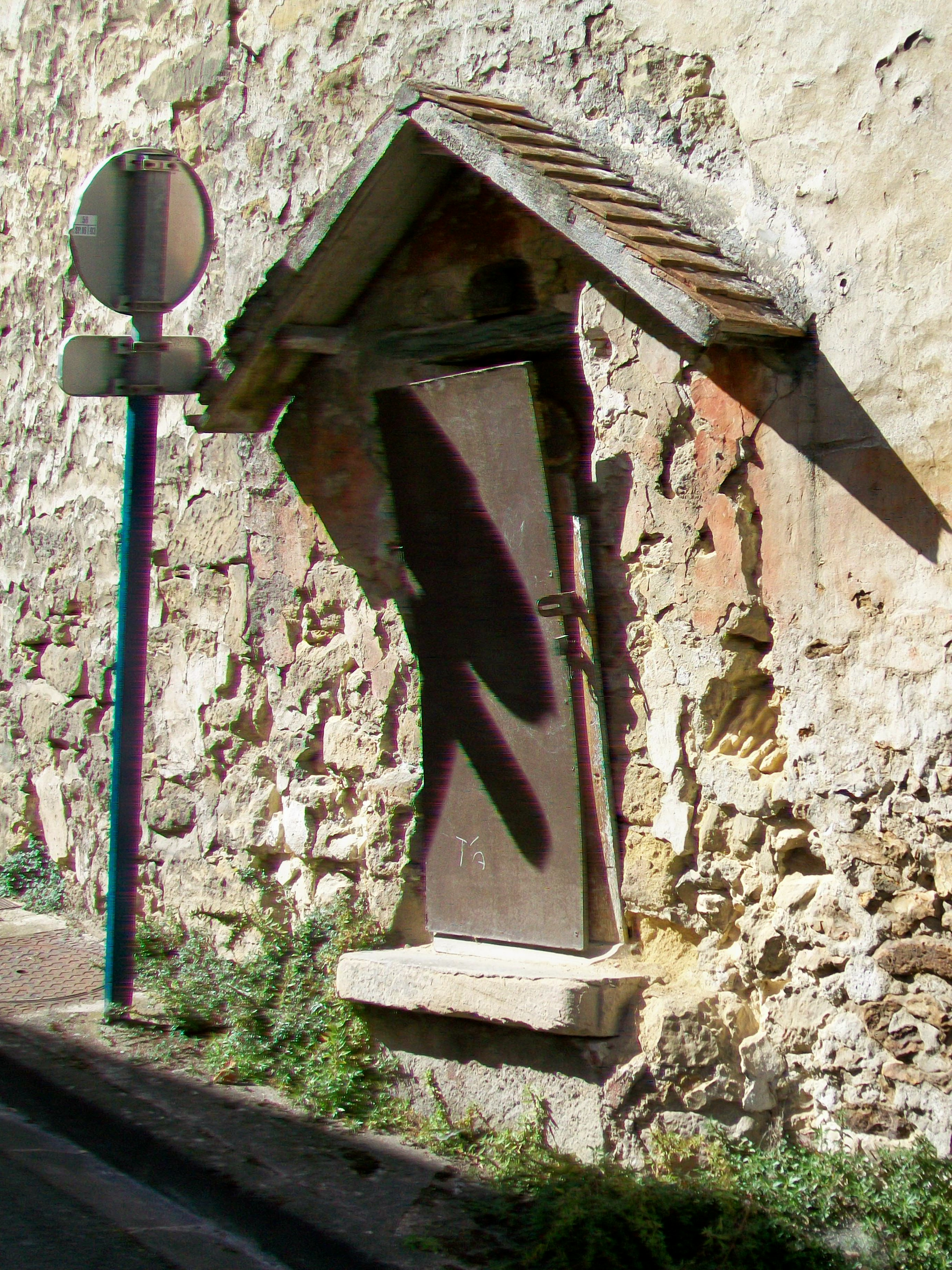
Puits mural.
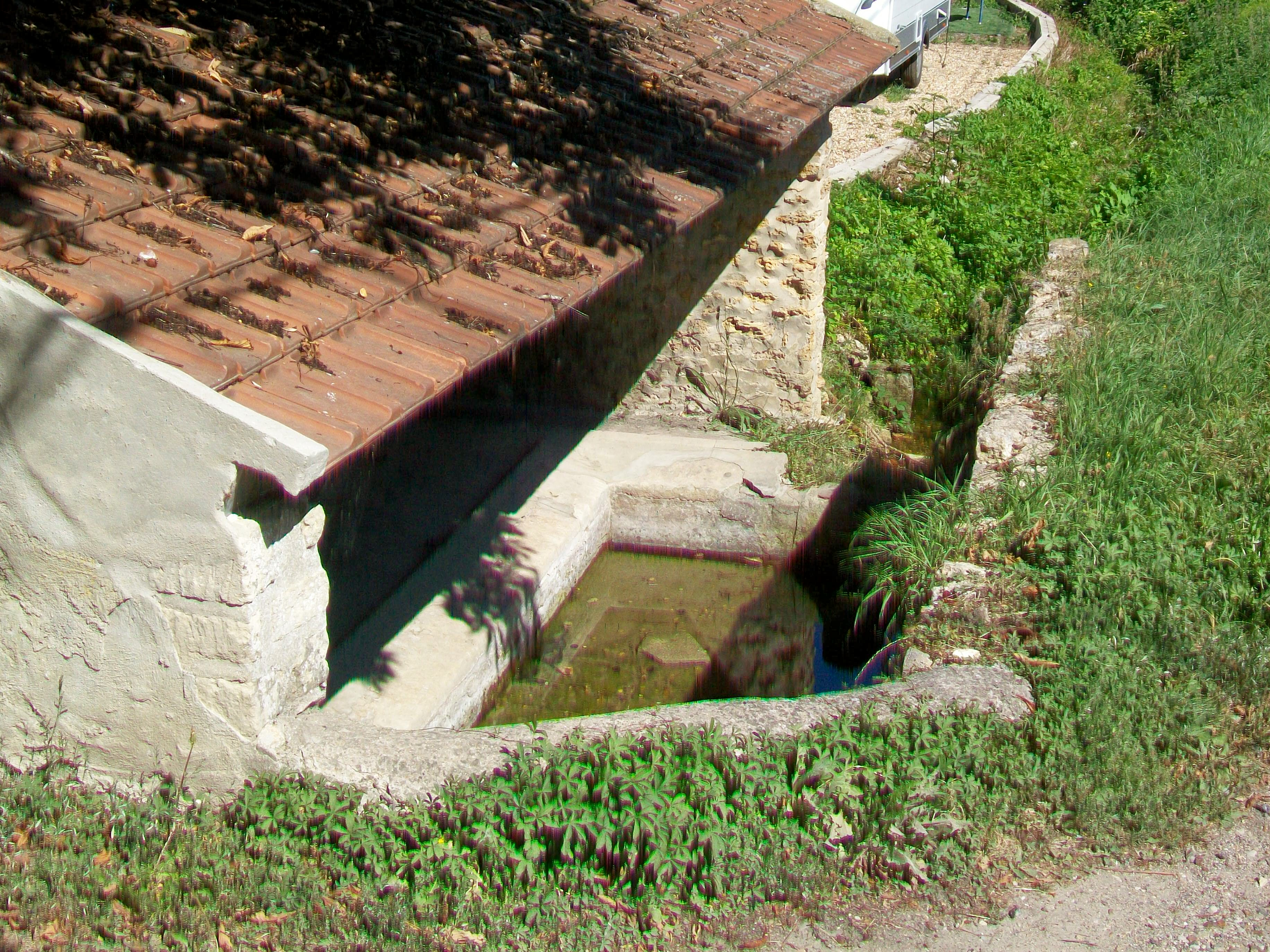
Lavoir des Carneaux.

### Personnalités liées à la commune
- Louis-Guy de Guérapin de Vauréal (1688-1760), baron de Vauréal et comte de Belleval, un homme d'Église et diplomate français.
- Louise-Adélaïde de Bourbon (1696-1750), princesse du sang française habitait Vauréal et y a reçu le roi Louis XV en 1737.
- François André Michaux (1770-1855), botaniste-explorateur, maire de Vauréal de 1834 à 1840 et de 1852 à 1855.
- Henri Daydé (1847-1924), fondateur de l'entreprise française de construction métallique Daydé, propriétaire du château de 1914 à 1924.
- Henri Menier (1853-1913), chocolatier (Chocolat Menier), propriétaire du château de 1907 à 1913. Il donna le nom de Vauréal à l'une des plus importantes rivières de son île d'Anticosti, au Canada.
- Claude Brasseur (1936-2020) habitait Vauréal depuis les années 1980[62],[63].
- Idir (1949 -2020), auteur-compositeur-interprète kabyle, habitait Vauréal.
- Jean-Michel Badiane (1983-), footballeur français, a vécu pendant son enfance au quartier du Boulingrin à Vauréal.
- Mathieu Edward (1987-), chanteur français, finaliste de la Star Academy 7, a grandi au quartier du Boulingrin et celui de la Bussie.
- Angélique Angarni-Filopon (1990-), Miss France 2025, a grandi à Vauréal.

### Vauréal dans les arts et la culture
- Neige à Vauréal, toile de Jean Fernand-Trochain, 81x100cm, conservée par le musée national d'art moderne à Paris.

### Héraldique

Logo.

| Blason de Vauréal | Blason  | D'azur au dolmen d'argent, au chef aussi d'azur chargé de trois fleurs de lys d'or. DeviseIste locus sacrificii (c'est ici le lieu des sacrifices). |
| Blason de Vauréal | Détails | Le dolmen rappelle l'allée couverte du cimetière des Anglais et indique que Vauréal fut un centre religieux druidique. Le blason fut conçu vers 1943, à partir de celui de la famille des Conti, propriétaires du château entre 1731 et 1786. Sa création fut lancée sous l'impulsion de la préfecture, qui proposa aux communes de Seine et Oise qui n'en avaient pas de se munir d'un emblème. |